# Celerena pallidicolor
Celerena pallidicolor là một loài bướm đêm trong họ Geometridae.